# T'way Airlines
T'way Airlines Co., Ltd. (en hangul, 티웨이항공; romanización revisada, Tiway hanggong), es una aerolínea de bajo coste con sede en Seúl, Corea del Sur. Su base principal es el Aeropuerto Internacional de Gimpo.

## Historia
T'way Airlines Co., Ltd. fue establecida el 8 de agosto de 2010. Al mes siguiente, obtuvo el certificado de operador aéreo (AOC) e inició operaciones entre Gimpo y Jeju. En 2013, tres años después de su fundación,  'T'way Air'  obtuvo los primeros beneficios. En marzo de 2014, registró los factores de ocupación más elevados en los vuelos Gimpo-Jeju, entre las siete compañías aéreas coreanas. En marzo de 2014, T'way Air introdujo su séptima aeronave (B737-800) y otro en agosto de 2014. La aerolínea inició operaciones entre Daegu y Jeju el 30 de marzo de 2014.

## Destinos

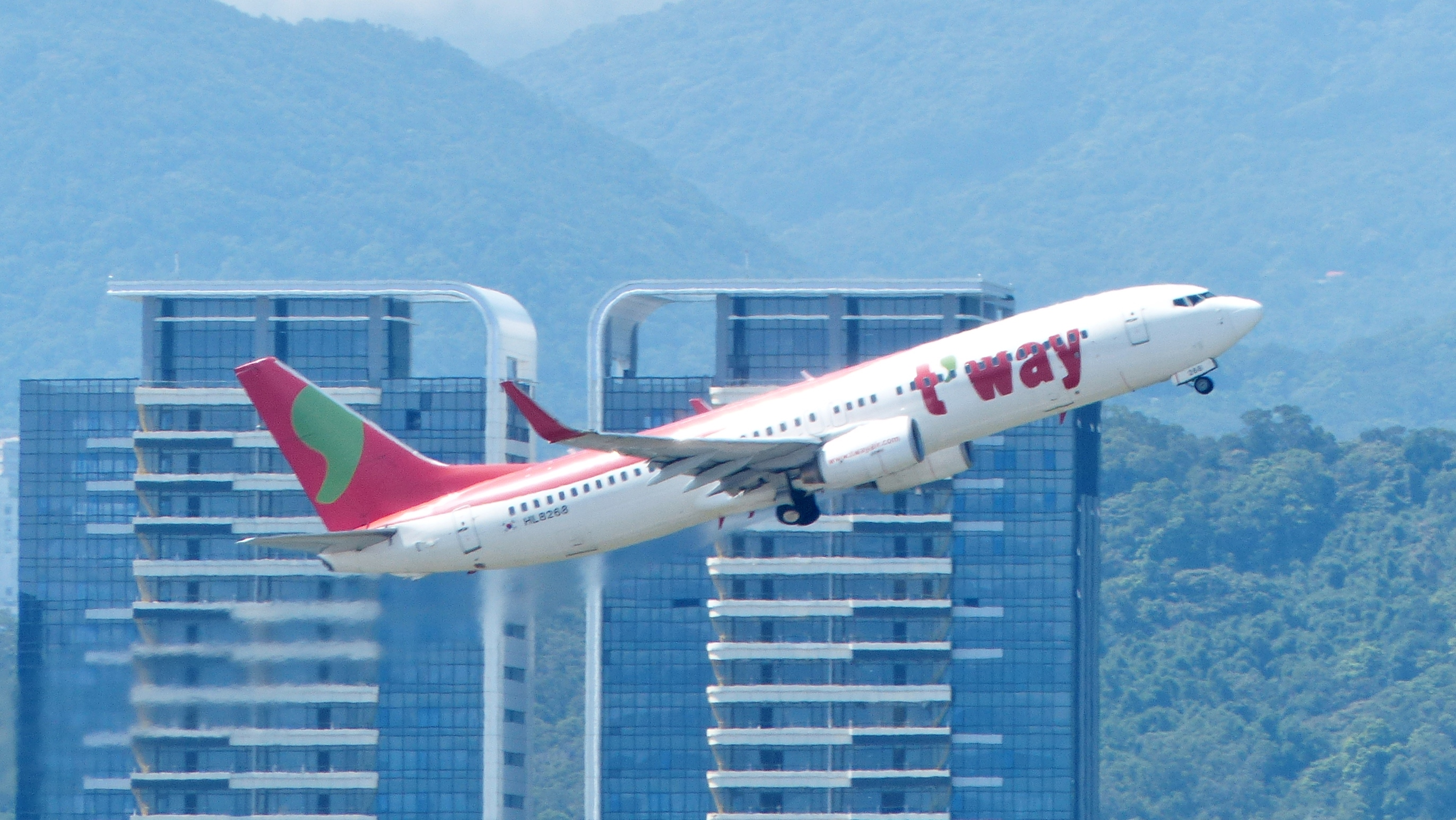
Boeing 737-800 de T'way Airlines despegando desde el aeropuerto de Taipéi-Songshan

T'way Airlines vuela a los siguientes destinos (octubre de 2016):

## Flota
La flota T'way Airlines se compone de aeronaves Boeing 737-800, Boeing 737-8 MAX y Airbus A330 con una edad media de 12.7 años, cada uno de los cuales ofrece espacio para 189 pasajeros en una configuración de clase económica (enero de 2023).
| Aeronave         | En servicio | Órdenes | Pasajeros | Notas |
| ---------------- | ----------- | ------- | --------- | ----- |
| Airbus A330-343X | 3           | 0       | C12Y335   |       |
| Boeing 737-800   | 26          | 0       | Y189      |       |
| Boeing 737-8 MAX | 2           | 0       | Y189      |       |
| Total:           | 31          | 0       |           |       |